# Serafin (Papakostas)
Serafin, imię świeckie Joanis Papakostas (ur. 21 stycznia 1959 w Agnantero, zm. 29 grudnia 2020) – duchowny Greckiego Kościoła Prawosławnego, od 1996 metropolita Kastorii.

## Życiorys
Święcenia diakonatu przyjął 16 października 1983, a prezbiteratu 4 stycznia 1987. Chirotonię biskupią otrzymał 5 października 1996.
W czerwcu 2016 uczestniczył w Soborze Wszechprawosławnym na Krecie.
Zmarł 29 grudnia 2020 na COVID-19.